# Национальный музей живой природы Туркменистана
Национальный музей живой природы Туркменистана был построен в 2010 году, в пригороде Ашхабада, в местечке Гекдере. Он оборудован в соответствии с международными стандартами и требованиями организаций по защите животных. Площадь территории зоопарка — 40 гектаров.
В зоопарке содержится более 250 видов диких хищников, домашних животных, птиц и пресмыкающихся, представителей подводного мира, многие из которых занесены в Красную книгу. В Музее живой природы представлены все виды фауны Туркменистана. На территории расположено также здание музея «Мир животных», внутри которого — аквариумы с обитателями Каспия и мирового океана. Территория зоологического парка украшена зелёными насаждениями, фонтанами и искусственными озёрами.

## Основные экспозиции зоопарка
- «Африканская саванна»
- «Птичий базар»
- «Владения хищников»
- «Территория копытных»
- Музей «Мир животных»